# Coniopteryx atlasensis
Coniopteryx atlasensis är en insektsart som beskrevs av Meinander 1963. Coniopteryx atlasensis ingår i släktet Coniopteryx och familjen vaxsländor. Inga underarter finns listade i Catalogue of Life.